# Nasr El-Din Abbas
Nasr El-Din Abbas (àrab: نصر الدين عباس, Naṣr ad-Dīn ʿAbbās), conegut com a Jaxa (àrab: جكسة, Jaksa) (Omdurman, 13 d'agost de 1944), fou un futbolista sudanès de la dècada dels 1960.
Fou internacional amb la selecció de futbol del Sudan amb la qual participà en els Jocs Olímpics de 1972. Pel que fa a clubs, destacà a Al-Hilal Club.